# Быстрый и мёртвый
«Быстрый и мёртвый» (англ. The Quick and the Dead) — американский вестерн 1995 года режиссёра Сэма Рэйми. Главные роли исполнили Шэрон Стоун, Джин Хэкмен, Рассел Кроу и Леонардо Ди Каприо. Съёмочный период продолжался с 21 ноября 1993 года по 27 февраля 1994 года.

## Сюжет
В 1881 году женщина-стрелок, известная как «Леди», прибывает в город Редемпшен на Старом Западе, который захвачен безжалостным преступником по имени Джон Ирод. Ирод объявляет очередной турнир по стрельбе жеребьевкой на выбывание со следующими правилами: любой участник может бросить вызов любому другому, ни один участник не может быть отклонен, каждый участник должен сражаться один раз в день, и бой продолжается до тех пор, пока один участник не окажется на земле. Леди объявляет о своем участии, настаивая на том, что ее интересует только крупный денежный приз. Во время регистрации в город прискакивают приспешники Ирода с похищенным Кортом, бывшим членом их банды, обладающим исключительными навыками стрельбы. Корт, в прошлом главный приспешник Ирода, отказался от насилия и стал христианским проповедником. Ирод хочет заставить его участвовать в турнире, но Корт отказывается, за что люди Ирода собираются повесить его в салуне, но Леди простреливает верёвку и спасает его. Позже вечером Леди знакомится с Малышом, дерзким юношей, который считает Ирода своим отцом и надеется заслужить его уважение, выиграв турнир. На следующее утро она просыпается в постели Малыша и замечает под ней несколько бочек с динамитом. 
Ирод приглашает Леди на ужин, во время которого она тщетно пытается убить его, а он - выяснить ее истинные намерения. Начинается турнир. В первом раунде Ирод, Малыш и Леди легко побеждают своих противников. Ирод дает Корту самый дешевый пистолет с единственной пулей. Несмотря на духовное преобразование, Корт не растерял свои навыки и вынужден выстрелить противнику в руку, тем самым выигрыв дуэль в первом раунде. Перед вторым раундом Ирод встречается с Клэем Кантреллом, профессиональным стрелком, нанятым горожанами, чтобы убить его. Ирод объявляет, что все дуэли теперь ведутся на смерть, и убивает Кантрелла. Малыш выигрывает свой второй бой. В тот вечер Леди вызывает на дуэль Юджина Дреда после того, как он изнасиловал маленькую дочь владельца салуна, и убивает его в поединке. Тем не менее, разочарованная тем, что у нее дважды не получилось убить Ирода, она уезжает из города. 
На следующий день Корт сражается с индейским стрелком Пятнистой Лошадью, которого, по его словам, не берут выстрелы, и второй пулей в голову (которой делится слепой сапожник) все же убивает его. Док Уоллес находит Леди на ближайшем кладбище и говорит ей, что знает ее и знает, почему она здесь. В воспоминаниях демонстрируется, что настоящее имя Леди - Эллен. Ее отец был маршалом в Редемпшене, пока банда Ирода не вторглась в город и не линчевала его. Ирод дал Эллен пистолет и три выстрела, чтобы попытаться прострелить верёвку, на которой висит ее отец, но случайно убила его, после чего сбежала из города. Док вручает Эллен старый значок ее отца и умоляет ее помочь избавить город от Ирода.
Эллен возвращается в город и убеждает Корта помочь ей. Она бросает вызов Ироду, но он уже принял вызов Малыша. Поскольку Эллен и Корт - единственные оставшиеся бойцы, Ирод приказывает им сражаться между собой, угрожая убить их лично, если они откажутся. Ирод убеждает Малыша уйти, но он отказывается. Он ранит Ирода, но в конечном итоге проигрывает дуэль. Ирод хладнокровно отказывается взять его за руку, пока он умирает, а потом говорит, что никогда не считал Малыша своим сыном. Корт и Эллен выходят на дуэль, Корт стреляет в нее, и Док объявляет Эллен мертвой. Корт в гневе требует немедленной дуэли с Иродом, но тот соглашается, по правилам, на рассвет следующего дня. Ночью перед поединком один из бандитов ломает пальцы на правой руке Корта. На следующее утро Ирод упрекает приспешника и убивает его. Из соображений чести Ирод предлагает сразиться с Кортом левой рукой, но все же приказывает своим людям убить Корта в случае его победы. В тот момент, когда Ирод достаёт пистолет, взрываются несколько зданий, включая дом Ирода и башню с часами. Эллен (инсценировавшая свою смерть и заложившая динамит Малыша с помощью Корта и Дока) выходит из дыма и пламени. Корт убивает оставшихся приспешников Ирода, в то время как Эллен выходит на дуэль с Иродом, раскрывая свою личность и бросая значок своего отца к его ногам. Ирод ранит Эллен, но она стреляет в него и добивает пулей в глаз. Бросив значок маршала Корту, она говорит: «Закон вернулся в город», затем садится на лошадь и уезжает.

### Список дуэлей
1. «Малыш» vs. Гатзон (ранен). (жеребьёвка, дуэль в 12:00, начало соревнований)
2. Конь в яблоках vs. Монтонья (ранен). (жеребьёвка, дуэль в 13:00)
3. Юджин Дред vs. Симп (убит). (жеребьёвка, дуэль в 14:00)
4. Клай Кантрелл vs. Фирджил Спаркс (ранен). (жеребьёвка, дуэль в 15:00)
5. Меченый vs. Ред (убит). (жеребьёвка, дуэль в 16:00)
6. Корт vs. Фой (ранен). (вызов брошен Фоем, дуэль в 17:00)
7. Ирод vs. «Туз» Хэнлон (убит). (вызов брошен Иродом, дуэль в 18:00)
8. Эллен vs. Пёс Келли (ранен). (вызов брошен Келли, дуэль в 19:00)
9. Ирод vs. Клай Кантрелл (убит). (вызов брошен Иродом; второй день состязаний; изменение правил Иродом — все бои до смерти одного из соперников)
10. «Малыш» vs. «Шрам» (убит). (жеребьёвка)
11. Эллен vs. Юджин Дред (убит). (дуэль была неофициальной, вызов брошен Эллен, не согласован по времени)
12. Корт vs. Конь в яблоках (убит). (жеребьёвка)
13. Ирод vs. «Малыш» (убит). (вызов бросил «Малыш», чтобы доказать отцу, что он не фермер, а убийца)
14. Корт vs. Эллен (инсценировка убийства Эллен). (жеребьёвка методом исключения)
15. Эллен vs. Ирод (убит, вызов брошен Эллен). Изменение начальной дуэли Корт — Ирод (стрельба только левой рукой, из-за повреждённой правой у Корта).

## Критика
Несмотря на неоднозначную реакцию критиков после выпуска, «Быстрые и мертвые» получили похвалу как критиков, так и фанатов. 
Том Рейманн из Collider считает этот фильм одним из лучших фильмов Рэйми: «Фильм настолько беззастенчиво сумасшедший, что невозможно не хорошо провести время». и актерский состав. Джей Ройстон из WhatCulture похвалил фильм и назвал его одним из лучших фильмов Рэйми, сказав: «Я должен поместить его в тройку лучших фильмов Рэйми, может быть, потому, что он так непохож на другие фильмы Рэйми, но сочетает в себе все три. из лучших качеств уже упомянутого режиссера; работа с актерами, новаторские кадры с камеры и визуальное изложение хорошей истории». 
Билл Гиброн из PopMatters сказал: «Это был переломный момент для многих сертифицированных Райманиаков, это был вестерн в те времена, когда жанр более-менее боролся за выживание. Кроме того, в нем снимались еще не разгоряченный Леонардо ДиКаприо, вопросительный знак по имени Рассел Кроу и сексуально инертная Шэрон Стоун. О единственном это было похоже на маниакальное направление Рэйми, и даже это казалось эффектным. Тем не менее, оглядываясь назад, это хороший фильм, подорванный внешними силами». 
Ричард Шерцер из MovieWeb назвал этот фильм одним из лучших фильмов Рэйми: «Благодаря своей энергии, подрывной женской роли Стоун и удивительной жестокости «Быстрый и мертвый» занимает прочную позицию в его репертуаре как режиссера и чудесного актера. первый для него вестерн». 
Патрик Филипс из Looper также похвалил фильм и назвал его «культовой классикой»: «Из всех фильмов в восхитительно левоцентристском резюме Сэма Рэйми этот заслуживает того, чтобы быть заново открытым кинематографическим миром - хотя бы через полуночные показы».
Би Джей Коланджело из / Film также похвалил фильм и назвал его одним из самых недооцененных фильмов Рэйми: чувствуешь себя дезориентированным, но это работает. «Быстрый и мертвый» имеет основу классического вестерна, но переработан для современной аудитории с более острым вкусом». 
Кинокритик Адриан Мартин заметил: «Быстрый и мертвый Сэма Рэйми — это феминистский вестерн с вооруженной Шэрон Стоун в главной роли. Но, имеет потрясающая сцену, где Леди приходит в ярость и бросает вызов парню, который только что изнасиловал дочь-подростка грустного владельца салуна. Рэйми переносит нас прямо от мгновенной вспышки узнавания Стоун к ее мчащейся вперед под проливным дождем, оба пистолета стреляют в праведной ярости, крича из глубины ее души. Сам Леоне не смог бы сделать это лучше».
«Быстрый и мертвый» получил неоднозначные отзывы кинокритиков. Основываясь на 40 обзорах, Rotten Tomatoes дает фильму оценку 58% со средней оценкой 6,01/10. Консенсус сайта гласит: «Быстрый и мертвый - это не совсем то, что предполагает его интригующая предпосылка и родословная, но поклонники нетрадиционных вестернов должны немного покопаться, повеселиться». 49/100, на основе 21 обзора. 
Джанет Маслин из The New York Times похвалила игру Стоун и режиссуру Рэйми. «Присутствие Стоун прекрасно подчеркивает тактику изменения жанра Рэйми, культового режиссера, который сейчас делает все возможное, чтобы заново изобрести фильм категории B в духе самореферентного ликования». 
Роджер Эберт из Chicago Sun-Times раскритиковал фильм за откровенно клише, но похвалил режиссуру Рэйми и кинематографию Данте Спинотти. 
Критик и биограф Рэйми Билл Уоррен писал, что фильм «представляет собой очень сознательную (хотя и не застенчивую) попытку воссоздать некоторые темы, стиль и привлекательность величественных оперных спагетти-вестернов Серджио Леоне 1960-х годов, особенно «Человека без любви». Назовите трилогию с Клинтом Иствудом в главной роли. Она более живая, романтичная и в чем-то более американская.
Джонатан Розенбаум из Chicago Reader заметил: «Рэйми пытается изобразить Серджио Леоне, и хотя «Быстрый и мертвый» местами очень доставляет удовольствие, он не выглядит очень убедительным, возможно, потому, что ничто не может превратить Шэрон Стоун в Чарльза Бронсона».  
Питер Трэверс из Rolling Stone считает, что «Быстрый и мертвый играет как сумасшедший сборник ярких моментов из известных вестернов. Рэйми находит правильный взгляд, но пропускает сердцебиение. Вы покидаете фильм ошеломленный, а не ослепленный, как если бы опытный стрелок вытащил свое ружье только для того, чтобы выстрелить себе в ногу».

## В ролях
- Шэрон Стоун — Эллен / Леди (англ. Ellen / The Lady)
- Джин Хэкмен — Джон Ирод (англ. John Herod)
- Рассел Кроу — Корт (англ. Cort)
- Леонардо Ди Каприо — Фи «Малыш» Ирод (англ. Fee „The Kid“ Herod)
- Лэнс Хенриксен — «Туз» Хэнлон (англ. „Ace“ Hanlon)
- Гэри Синиз — Маршал (шериф), отец Эллен
- Скотт Шпигель — Человек с золотыми зубами
- Пэт Хингл — владелец бара
- Тобин Белл — Пёс Келли, преступник
- Кевин Конуэй — Юджин Дред, «друг» Малыша
- Кит Дэвид — сержант Клэй Кантрелл
- Робертс Блоссом — Док Уоллес

## Номинации
- Премия «Сатурн» 1996 — Лучшая актриса (Шэрон Стоун)